# Wimbledon Championships 1998
Die 112. Wimbledon Championships fanden vom 22. Juni bis zum 5. Juli in London statt. Ausrichter war der All England Lawn Tennis and Croquet Club.

## Herreneinzel

### Setzliste
| Nr. | Spieler            | Erreichte Runde |
| --- | ------------------ | --------------- |
| 01. | Pete Sampras       | Sieg            |
| 02. | Marcelo Ríos       | 1. Runde        |
| 03. | Petr Korda         | Viertelfinale   |
| 04. | Greg Rusedski      | 1. Runde        |
| 05. | Carlos Moyá        | 2. Runde        |
| 06. | Patrick Rafter     | Achtelfinale    |
| 07. | Jewgeni Kafelnikow | 1. Runde        |
| 08. | Cédric Pioline     | 1. Runde        |

| Nr. | Spieler          | Erreichte Runde |
| --- | ---------------- | --------------- |
| 09. | Richard Krajicek | Halbfinale      |
| 10. | Àlex Corretja    | 1. Runde        |
| 11. | Jonas Björkman   | 3. Runde        |
| 12. | Tim Henman       | Halbfinale      |
| 13. | Andre Agassi     | 2. Runde        |
| 14. | Goran Ivanišević | Finale          |
| 15. | Karol Kučera     | 1. Runde        |
| 16. | Félix Mantilla   | 3. Runde        |

## Dameneinzel

### Setzliste
| Nr. | Spielerin               | Erreichte Runde |
| --- | ----------------------- | --------------- |
| 01. | Martina Hingis          | Halbfinale      |
| 02. | Lindsay Davenport       | Viertelfinale   |
| 03. | Jana Novotná            | Sieg            |
| 04. | Steffi Graf             | 3. Runde        |
| 05. | Arantxa Sánchez Vicario | Viertelfinale   |
| 06. | Monica Seles            | Viertelfinale   |
| 07. | Venus Williams          | Viertelfinale   |
| 08. | Conchita Martínez       | 3. Runde        |

| Nr. | Spielerin           | Erreichte Runde |
| --- | ------------------- | --------------- |
| 09. | Amanda Coetzer      | 2. Runde        |
| 10. | Irina Spîrlea       | Achtelfinale    |
| 11. | Mary Pierce         | 1. Runde        |
| 12. |                     |                 |
| 13. | Patty Schnyder      | 2. Runde        |
| 14. | Sandrine Testud     | Achtelfinale    |
| 15. | Dominique Van Roost | Achtelfinale    |
| 16. | Nathalie Tauziat    | Finale          |

## Herrendoppel

### Setzliste
| Nr. | Paarung                          | Erreichte Runde |
| --- | -------------------------------- | --------------- |
| 01. | Jacco Eltingh Paul Haarhuis      | Sieg            |
| 02. | Mark Woodforde Todd Woodbridge   | Finale          |
| 03. | Mahesh Bhupathi Leander Paes     | 2. Runde        |
| 04. | Ellis Ferreira Rick Leach        | Viertelfinale   |
| 05. | Jonas Björkman Patrick Rafter    | Halbfinale      |
| 06. | Donald Johnson Francisco Montana | Achtelfinale    |
| 07. | Jewgeni Kafelnikow Daniel Vacek  | Achtelfinale    |
| 08. | Martin Damm Jim Grabb            | Achtelfinale    |

| Nr. | Paarung                            | Erreichte Runde |
| --- | ---------------------------------- | --------------- |
| 09. | Patrick Galbraith Brett Steven     | Viertelfinale   |
| 10. | Nicklas Kulti David Macpherson     | Viertelfinale   |
| 11. | Mark Knowles Daniel Nestor         | Achtelfinale    |
| 12. | Wayne Black Sébastien Lareau       | Halbfinale      |
| 13. | Joshua Eagle Andrew Florent        | 1. Runde        |
| 14. | Neil Broad Piet Norval             | Achtelfinale    |
| 15. | Marc-Kevin Goellner David Prinosil | 2. Runde        |
| 16. | Cyril Suk Sandon Stolle            | Achtelfinale    |

## Damendoppel

### Setzliste
| Nr. | Paarung                               | Erreichte Runde |
| --- | ------------------------------------- | --------------- |
| 01. | Martina Hingis Jana Novotná           | Sieg            |
| 02. | Lindsay Davenport Natallja Swerawa    | Finale          |
| 03. | Arantxa Sánchez Vicario Helena Suková | Viertelfinale   |
| 04. | Alexandra Fusai Nathalie Tauziat      | 2. Runde        |
| 05. | Yayuk Basuki Caroline Vis             | Achtelfinale    |
| 06. |                                       |                 |
| 07. | Lisa Raymond Rennae Stubbs            | Halbfinale      |
| 08. | Katrina Adams Manon Bollegraf         | Achtelfinale    |
| 09. | Conchita Martínez Patricia Tarabini   | 1. Runde        |

| Nr. | Paarung                             | Erreichte Runde |
| --- | ----------------------------------- | --------------- |
| 10. | Jelena Lichowzewa Ai Sugiyama       | Achtelfinale    |
| 11. | Naoko Kijimuta Nana Miyagi          | Achtelfinale    |
| 12. | Barbara Schett Patty Schnyder       | 1. Runde        |
| 13. | Sabine Appelmans Miriam Oremans     | 1. Runde        |
| 14. | Catherine Barclay Kerry-Anne Guse   | Viertelfinale   |
| 15. | Florencia Labat Dominique Van Roost | Achtelfinale    |
| 16. | Virginia Ruano Pascual Paola Suárez | 2. Runde        |
| 17. | Mariaan de Swardt Debbie Graham     | Halbfinale      |

## Mixed

### Setzliste
| Nr. | Paarung                        | Erreichte Runde |
| --- | ------------------------------ | --------------- |
| 01. | Leander Paes Larisa Neiland    | Viertelfinale   |
| 02. | Paul Haarhuis Caroline Vis     | Halbfinale      |
| 03. | Rick Leach Manon Bollegraf     | 1. Runde        |
| 04. | Daniel Nestor Nathalie Tauziat | Achtelfinale    |
| 05. | Mahesh Bhupathi Mirjana Lučić  | Finale          |
| 06. | Patrick Galbraith Lisa Raymond | 1. Runde        |
| 07. | Cyril Suk Helena Suková        | 1. Runde        |
| 08. | David Adams Alexandra Fusai    | 1. Runde        |

| Nr. | Paarung                             | Erreichte Runde |
| --- | ----------------------------------- | --------------- |
| 09. | Daniel Orsanic Patricia Tarabini    | 1. Runde        |
| 10. | David Macpherson Rachel McQuillan   | Achtelfinale    |
| 11. | John-Laffnie de Jager Katrina Adams | 1. Runde        |
| 12. | Neil Broad Mariaan de Swardt        | 1. Runde        |
| 13. | David Roditi Paola Suárez           | 1. Runde        |
| 14. | Menno Oosting Sabine Appelmans      | 1. Runde        |
| 15. | Piet Norval Corina Morariu          | 1. Runde        |
| 16. | Brian MacPhie Lindsay Davenport     | 2. Runde        |